# Oleksandr Ivanovych Bilash
Oleksandr Ivanovych Bilash (còn phát âm là Olexandr Bilash, Alexander Bilash, tiếng Ukraina: Олександр Іванович Білаш; sinh ngày 6 tháng 3 năm 1931 – mất ngày 6 tháng 5 năm 2003) là một nhà soạn nhạc người Xô Viết và Ukraina. Ông là tác giả phần lời của các bài hát, bản ballad, opera, operetta, thanh xướng kịch và soạn nhạc cho phim điện ảnh. Ông là chủ nhân của các danh hiệu gồm Giải thưởng quốc gia Shevchenko (1975), Nghệ sĩ Nhân dân Xô viết Ukraina (1977), Nghệ sĩ Nhân dân Liên Xô (1990), Anh hùng Ukraina (2001).

## Thân thế và giáo dục
Bilash sinh ngày 6 tháng 3 năm 1931 tại thị trấn Hradyzk, Ukraina (nay là quận Kremenchuk của tỉnh Poltava, Ukraina) trong một gia đình gồm các nhạc sĩ nghiệp dư. Cha ông tên Ivan Panasovych Bilash, chơi balalaika và guitar; còn mẹ ông Yevdokiya Andriyivna là một ca sĩ hát đơn ca tại các buổi tụ tập ở nông thôn.
Sau một năm theo học ở trường nhạc của Kyiv dành cho người lớn, Oleksandr tới thành phố Zhytomyr để đăng ký vào năm hai của Trường nhạc Viktor Kosenko. Năm 1951, Bilash đã đỗ kỳ thi tuyển sinh của khoa sáng tác tại Nhạc viện Kyiv. Ông học sáng tác với nhà soạn nhạc kiêm giáo sư giảng dạy xuất sắc người Ukraina Mykola Vilinsky. Oleksandr Bilash tốt nghiệp Nhạc viện Kyiv vào năm 1957.

## Sự nghiệp và hoạt động âm nhạc
Từ năm 1956–1961, Bilash làm giảng viên nhạc lý tại Viện Bách khoa Kyiv (Viện đào tạo giáo viên Kyiv, nay là Đại học Borys Grinchenko ở Kyiv). Bilash đã nổi lên thành một nhà soạn nhạc ưu tú và cực kỳ sung sức của Ukraina, ông đóng góp rất lớn cho nhiều thể loại và phong cách âm nhạc. Nhiều bài hát có lời của ông cực kỳ phổ biến ở Ukraina. Các bài hát có lời ấy trở thành một phần trong 'quỹ vàng' của văn hóa quốc gia Ukraina, nhiều bài trong số ấy thường được xem là ca khúc dân gian truyền thống. Ông sáng tác vở opera "Haydamaky" (1965), "The Ballad of War" (1971), "The Grooms" (1985), operetta "The Legend of Kyiv", "The Bells of Russia". Bilash sáng tác soundtrack cho nhiều bộ phim điện ảnh. Tác phẩm "Roman and Francesca" (1960) (với các bài hát hát có lời của Bilash được ngợ khen) là bộ phim điện ảnh đề tài ca nhạc đầu tiên của Liên Xô mà tình yêu nảy sinh giữa một thủy thủ Liên Xô và một cô gái ngoại quốc không bị xem là phạm tội. Ở thời điểm xảy ra thảm họa hạt nhân Chernobyl vào tháng 4 năm 1986, bài hát có lời "Dva kolyory" (Two colors) do Oleksandr Bilash sáng tác đã gây tiếng vang. Từ năm 1976 đến 1994, Bilash giữ chức Chủ tịch Liên hội nhà soạn nhạc chi bộ Kyiv ở Ukraina. Ngày 6 tháng 5 năm 2003, Oleksandr Bilash mất ở Kyiv. Ông được chôn cất tại Nghĩa trang Baikove ở Kyiv (nơi chôn cất giới tinh hoa của Ukraina).

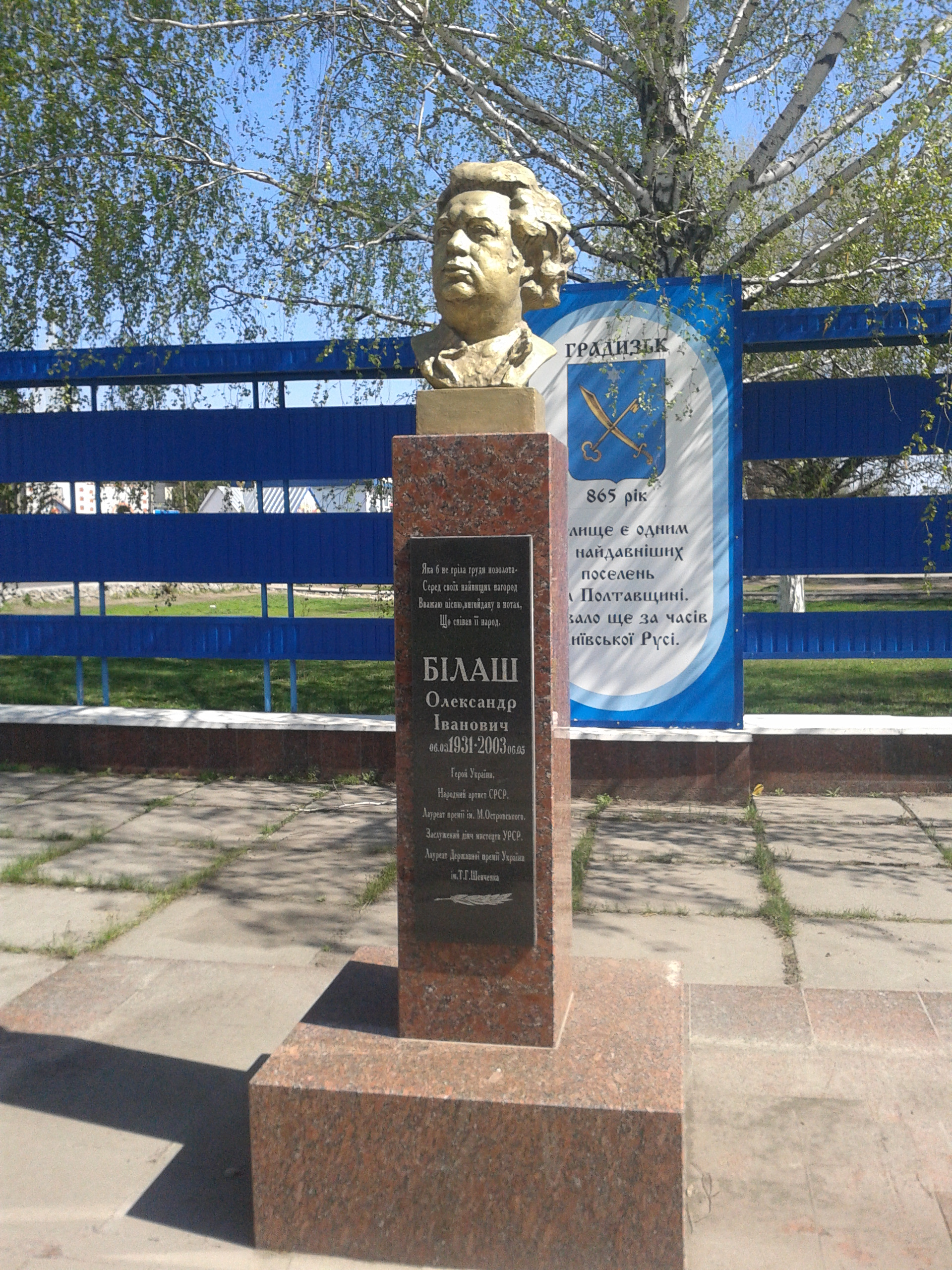
Tượng Bilash ở Hradyzk, Ukraina

## Đời tư
Vợ ông là nữ ca sĩ người Ukraina Larysa Ostapenko-Bilash (1935–2010). Họ có chung hai cô con gái tên là Lesya và Oksana.

## Giải thưởng và ghi danh
Oleksandr Bilash là một trong những nhà soạn nhạc người Ukraina được đánh giá cao nhất, những sáng tác của ông cũng được ngợi khen rất nhiều. Bilash đã nhận giải thưởng quốc gia Taras Shevchenko (1975), các danh hiệu Nghệ sĩ Nhân dân Ukraina Xô viết (1977) và Nghệ sĩ Nhân dân Liên Xô (1990). Tháng 3 năm 2001, ông được trao danh hiệu Anh hùng Ukraina (bằng khen cao nhất cấp nhà nước ở Ukraina) nhờ 'đóng góp cá nhân xuất sắc để làm giàu kho tàng tinh thần của người dân Ukraina và nhiều năm hoạt động sáng tạo hiệu quả' (6 tháng 3 năm 2001).